# Askidiosperma paniculatum
Askidiosperma paniculatum är en gräsväxtart som först beskrevs av Maxwell Tylden Masters, och fick sitt nu gällande namn av H.Linder. Askidiosperma paniculatum ingår i släktet Askidiosperma och familjen Restionaceae. Inga underarter finns listade i Catalogue of Life.